# 로즈섬 공화국

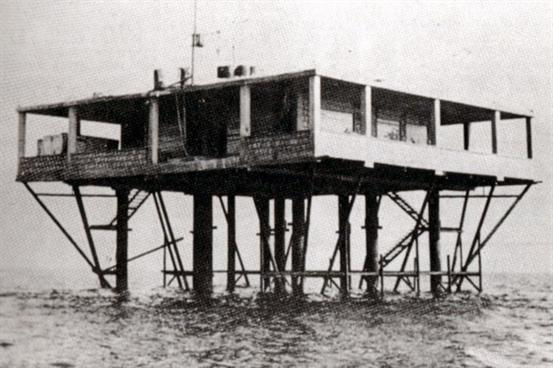
건설중인 섬

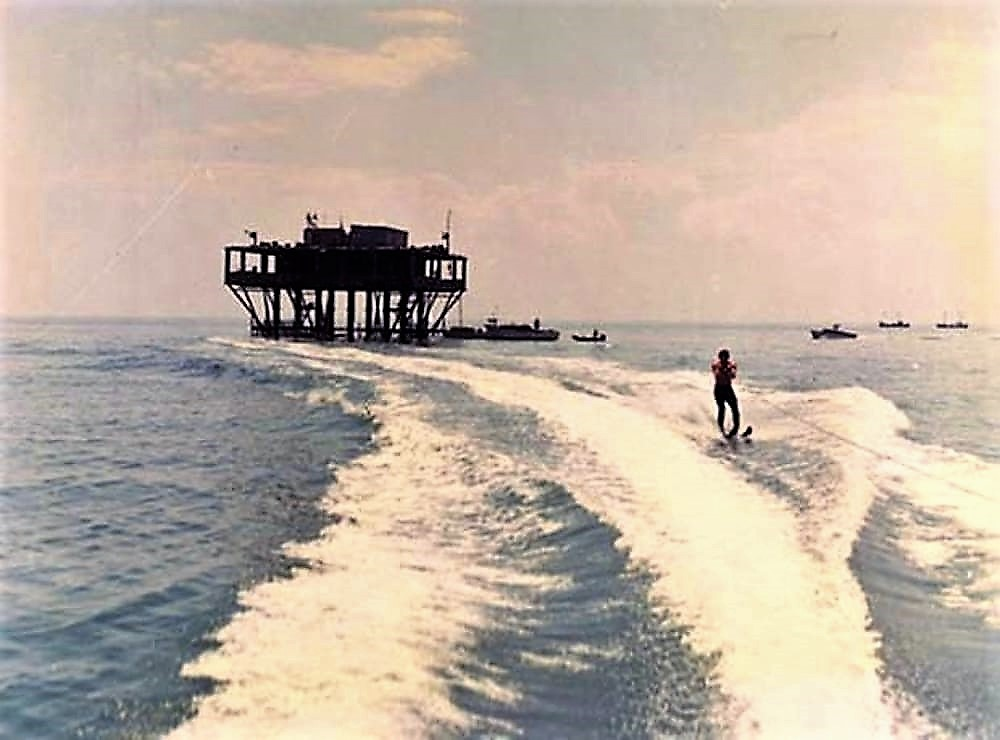
로즈섬 공화국

로즈섬 공화국(에스페란토: Respubliko de la Insulo de la Rozoj)은 이탈리아 리미니 근처 아드리아해에 있던 마이크로네이션이다. 로즈 아일랜드라고 불리는 경우도 있다.
1967년 이탈리아의 엔지니어 조르조 로사(Giorgio Rosa)는 400m2의 인공 섬을 건설하였다. 이 섬은 9개의 다리가 지탱하고 있었으며 레스토랑과, 바, 나이트 클럽, 기념품 가게, 우체국 등이 있었다. 라디오 방송국이 있었다고 하지만 정확히 확인된 바는 없다.
이 인공섬은 1968년 6월 24일 독립을 선언하였으며 조르조 로사가 대통령이 되었다. 에스페란토를 공용어로 하였으며 그 이후 우표를 발행하였다. 제안된 통화는 "밀"이었으며 초기의 우표에 나타났다. 이 통화로 생산된 동전이나 지폐는 없다. 한편 이것은 후에 에스페란토로 번역되었다.
이탈리아 정부에게는 단지 세금을 내지 않고 관광 수입을 벌려는 것으로 보였다. 그래서 이탈리아 정부는 세금 조사단을 직접 파견하였다. 이 섬에서는 군인이 지역 관광에 도움이 안 되기 때문에 철수하라고 했지만 무시되었다. 1969년 2월 13일 이탈리아 해군은 이 섬을 폭파시켰다. 후에 대통령 로사는 망명 정부를 선언했다.

## 같이 보기
- 미네르바 공화국